# Њижни Жипов
Њижни Жипов (слч. Nižný Žipov) насељено је мјесто са административним статусом сеоске општине (слч. obec) у округу Требишов, у Кошичком крају, Словачка Република.

## Становништво
| Година:    | 1994. | 2004.    | 2014.    | 2024.   |
| ---------- | ----- | -------- | -------- | ------- |
| Број људи: | 1193  | 1350     | 1503     | 1496    |
| Разлика:   |       | +13,16 % | +11,33 % | -0,46 % |

| Година:    | 2023. | 2024.   |
| ---------- | ----- | ------- |
| Број људи: | 1477  | 1496    |
| Разлика:   |       | +1,28 % |

Према подацима о броју становника из 2011. године насеље је имало 1.452 становника.